# Angelus
A Hora do Angelus, mediante o Toque das Ave-Marias ou Toque das Trindades, corresponde às 6h00, 12h00 e 18h00, e relembra aos católicos (através de um toque especial dos sinos das igrejas e capelas) o momento da Anunciação — feita pelo anjo Gabriel à Virgem Maria — da concepção de Jesus Cristo, acreditada como livre do pecado original. Nesse momento, é comum ao cristão parar a sua atividade por uns breves momentos, e se recolher em meditação e oração.

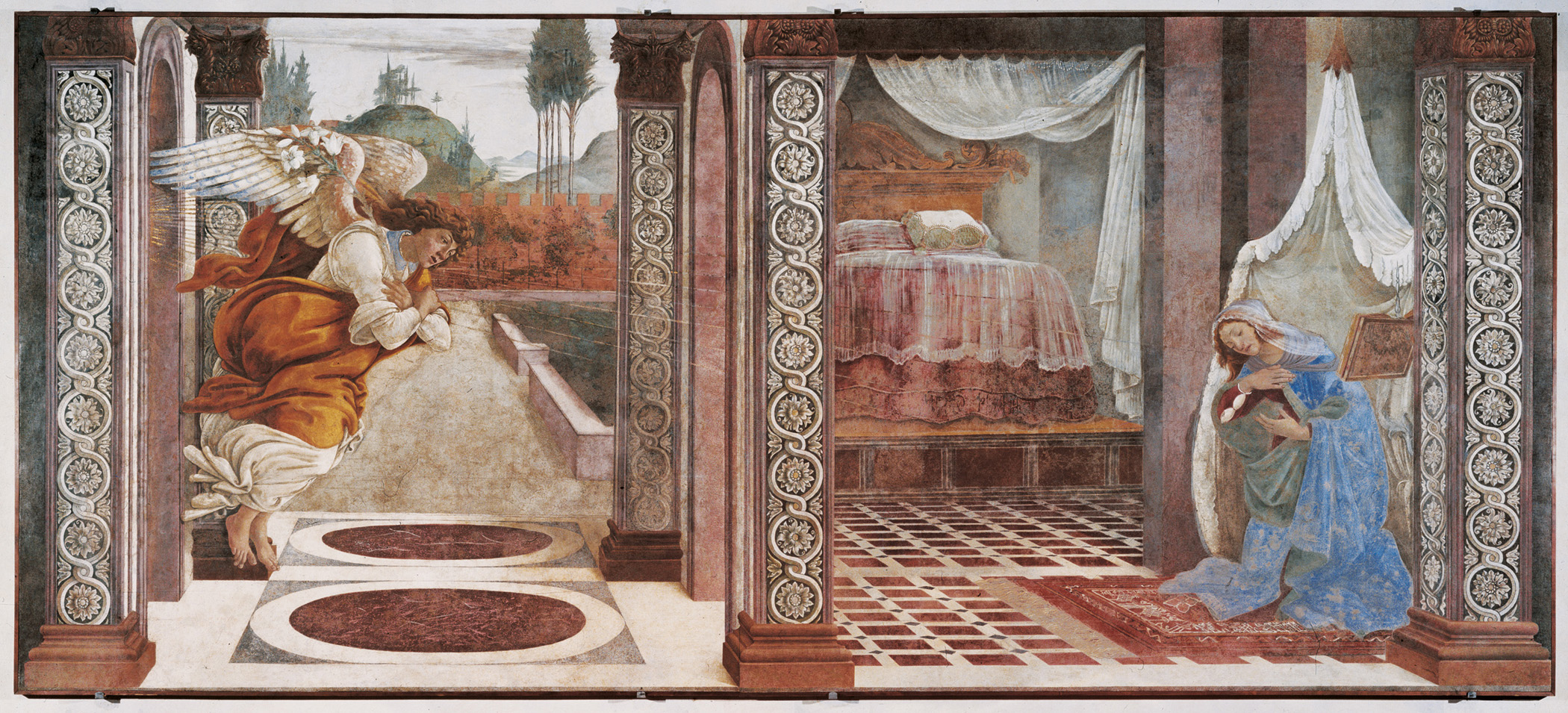
Botticelli - Anunciação, 1481 Galleria degli Uffizi

No mundo cristão estes três momentos de oração querem reforçar a sensibilidade de comunhão entre Deus e os homens. Pela manhã, a oração objetiva oferecer todos os trabalhos do dia a Deus, como gratidão pela sua Encarnação. Ao meio-dia, por intercessão da Virgem Maria que deu seu sim a Deus, os cristãos pedem a Deus os meios de louvá-lo e adorá-lo no apogeu do dia, quando Cristo foi crucificado para salvá-los. À tardinha a oração objetiva agradecer os favores da Divina Providência durante o dia, pedir perdão e recomendar a alma à Santíssima Trindade durante a noite que vem, por meio da Virgem Maria.
Trata-se de uma hora celebrada diariamente através de preces e orações. No Brasil, as rádios pertencentes à Rede Católica de Rádio transmitem o Angelus diariamente às 18h00. Muitas estações de rádio que não são afiliadas à rede, mas que são pertencentes a católicos, também transmitem a oração no mesmo horário. Em Portugal, o Angelus é habitualmente rezado ao meio-dia, sendo inclusivamente transmitido diariamente pelas Rádio Renascença e Rádio Maria, assim como aos Domingos a partir do Vaticano pela estação de televisão portuguesa Angelus TV. Em algumas localidades, os sinos das igrejas chegam mesmo a tocar de maneira especial para que se dê início às respectivas orações. O seu nome deriva do início da frase latina (idioma oficial da Igreja católica): Angelus Domini nuntiavit Mariæ. As orações consistem em três textos que descrevem o mistério.
A primeira transmissão radiofônica do Angelus feita por um Sumo Pontífice foi realizada em 15 de agosto de 1954, na festividade da Assunção de Maria, quando o Papa Pio XII conduziu a oração de Castel Gandolfo.

## Oração em português
V. O Anjo do Senhor anunciou a Maria.
R. E Ela concebeu do Espírito Santo.
Ave Maria cheia de graça, o Senhor é conVosco. Bendita sois Vós entre as mulheres, e bendito é o fruto do Vosso ventre, Jesus.
Santa Maria, Mãe de Deus, rogai por nós, pecadores, agora e na hora da nossa morte. Amém.
V. Eis aqui a escrava do Senhor.
R. Faça-se em Mim segundo a Vossa palavra.
Ave Maria…
V. E o Verbo Divino encarnou.
R. E habitou entre nós.
Ave Maria…
V. Rogai por nós, Santa Mãe de Deus.
R. Para que sejamos dignos das promessas de Cristo.
V. Oremos.
Derramai, ó Deus, a Vossa graça em nossos corações, para que, conhecendo pela mensagem do Anjo a encarnação do Vosso Filho, cheguemos, por Sua Paixão e Cruz, à glória da ressurreição. Por Nosso Senhor Jesus Cristo, Vosso Filho, que é Deus conVosco na unidade do Espírito Santo.
R. Amém.
V. Glória ao Pai, ao Filho e ao Espírito Santo, 
R. Assim como era no princípio, agora e sempre, por todos os séculos dos séculos. Ámen.

## Oração em latim
V. Angelus Domini nuntiavit Mariæ.
R. Et concepit de Spiritu Sancto.
Ave Maria, gratia plena, Dominus tecum.  Benedicta tu in mulieribus, 
et benedictus fructus ventris tui, Iesus.
Sancta Maria, Mater Dei, ora pro nobis peccatoribus, nunc et in hora mortis nostræ. Amen.
V. Ecce Ancilla Domini.
R. Fiat mihi secundum Verbum tuum.
Ave Maria…
V. Et Verbum caro factum est.
R. Et habitavit in nobis.
Ave Maria…
V. Ora pro nobis, Sancta Dei Genetrix.
R. Ut digni efficiamur promissionibus Christi.
Oremus: Gratiam tuam quæsumus, Domine, mentibus nostris infunde; ut qui, angelo nuntiante, Christi Filii tui Incarnationem cognovimus, per passionem eius et crucem, ad resurrectionis gloriam perducamur.
 Per eumdem Christum Dominum nostrum. Amen.
V. Gloria Patri, et Filio, et Spiritui Sancto.
R. Sicut erat in principio, et nunc et semper, et in sæcula sæculorum. Amen.

## NoTempo Pascal, substitui-se o Angelus pela oração daRegina caeli

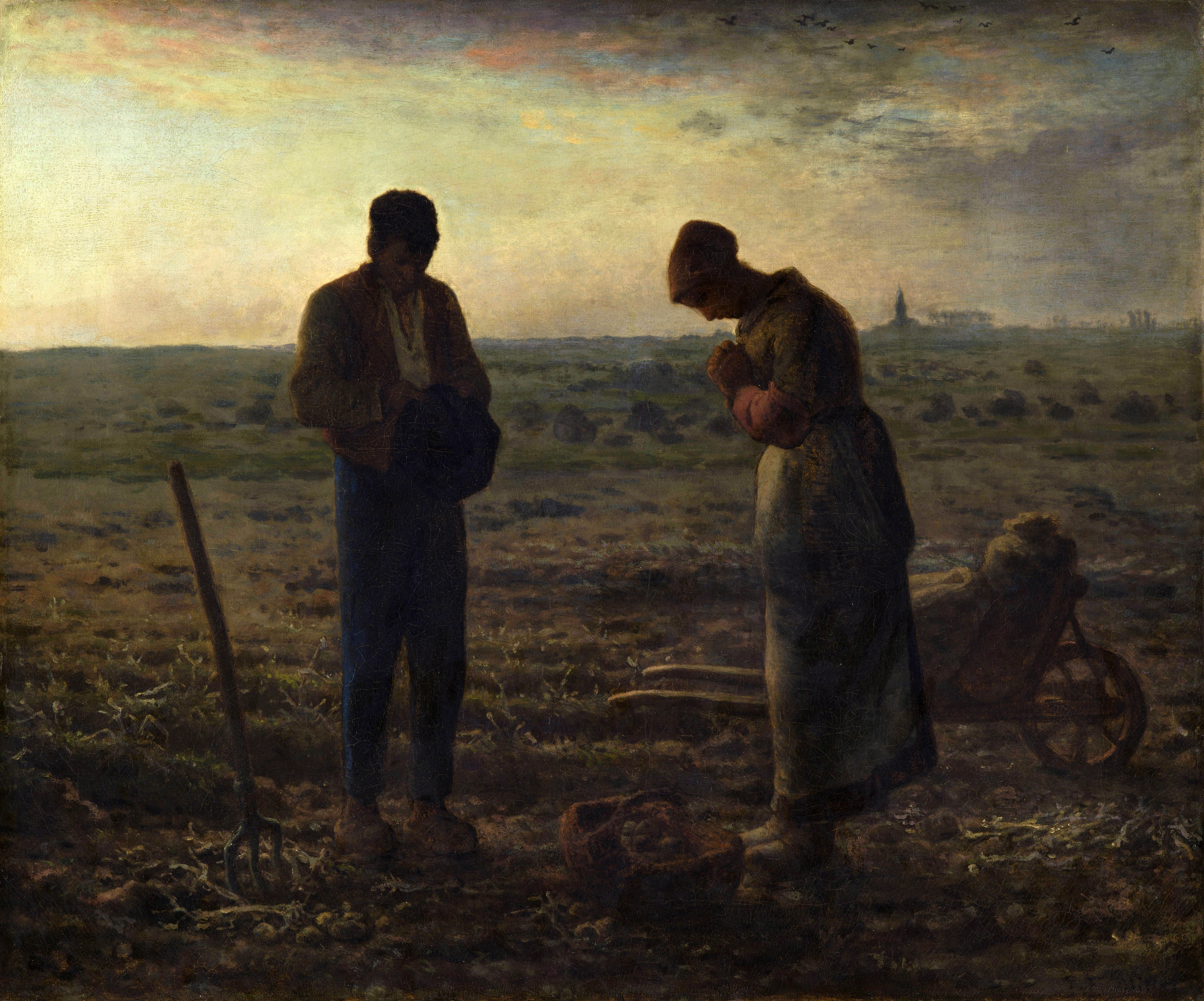
Angelus (1857-1859) de Jean-François Millet.

Rainha do Céu, alegrai-Vos, aleluia!
Porque aquele que merecestes trazer no seio, aleluia!
Ressuscitou como disse, aleluia!
Rogai por nós a Deus, aleluia!
Alegrai-Vos e exultai, ó Virgem Maria, aleluia!
Pois o Senhor ressuscitou verdadeiramente, aleluia!
Oremos:
Ó Deus, que Vos dignastes alegrar o mundo com a Ressurreição do vosso Filho, Nosso Senhor Jesus Cristo, concedei-nos, Vos suplicamos, a graça de alcançarmos pela proteção da Virgem Maria, Sua Mãe, a glória da vida eterna. Pelo mesmo Jesus Cristo Senhor nosso. Amém.
Glória ao Pai… (repete-se 3 vezes)